# معاملة المثليين في المنظمة الدولية للفرانكفونية

الدول الأعضاء في المنظمة الدولية للفرانكفونية

في كثير من دول المنظمة الدولية للفرانكفونية، بما في ذلك المستعمرات السابقة في فرنسا، لا يعتبر النشاط الجنسي المثلي جريمة جنائية. ويرجع ذلك جزئيًا إلى عدم وجود قوانين معادية للمثلية الجنسية في وقت الحكم الفرنسي. ومع ذلك، في معظم الدول الأعضاء، بما في ذلك الدول التي لا يتم فيها تجريم النشاط الجنسي المثلي، لا تزال التابوهات الاجتماعية ضده قائمة. في أقلية صغيرة من الدول الأعضاء، يُسمح للأزواج والشركاء المثليين بتسجيل الاتحادات المدنية أو بزواج المثليين.

## قانونية النشاط الجنسي المثلي

### الدول الأعضاء التي فيها الاعتراف القانوني بالعلاقات المثلية والحماية من التمييز[1]
ملاحظة: † توقيع إعلان الجمعية العامة للأمم المتحدة لصالح حقوق المثليين. ‡ توقيع بيان بديل ضد حقوق المثليين.
زواج المثليين
- بلجيكا †
- كندا †
- فرنسا †
- لوكسمبورغ †

نوع آخر من الشراكة
- أندورا † (الاتحاد المدني)
- اليونان (اتفاق المساكنة)
- سويسرا † (الشراكة المسجلة)

### الدول الأعضاء التي يعتبر النشاط الجنسي المثلي قانونيا وتوجد فيها قوانين مكافحة التمييز[1]
ملاحظة: † توقيع إعلان الجمعية العامة للأمم المتحدة لصالح حقوق المثليين. ‡ توقيع بيان بديل ضد حقوق المثليين.
أفريقيا
- الرأس الأخضر †
- سيشل †

أوروبا
- ألبانيا †
- بلغاريا †
- مولدوفا †
- موناكو †
- شمال مقدونيا †
- رومانيا †

### الدول الأعضاء التي النشاط الجنسي المثلي ليس جريمة
ملاحظة: † توقيع إعلان الجمعية العامة للأمم المتحدة لصالح حقوق المثليين. ‡ توقيع بيان بديل ضد حقوق المثليين.
أفريقيا
- بنين ‡
- بوركينا فاسو
- جمهورية أفريقيا الوسطى †
- جمهورية الكونغو الديمقراطية
- جيبوتي ‡
- الغابون †
- غينيا بيساو †
- جمهورية الكونغو
- ساحل العاج ‡
- مدغشقر
- مالي ‡
- النيجر ‡
- رواندا †
- ساو تومي وبرينسيبي †

الأمريكتين
- هايتي

آسيا
- كمبوديا
- لاوس
- فيتنام †

أوروبا
- أرمينيا †

أوقيانوسيا'
- فانواتو †

### الدول الأعضاء أين كل النشاط الجنسي المثلي يعتبر جريمة[1]
ملاحظة: † توقيع إعلان الجمعية العامة للأمم المتحدة لصالح حقوق المثليين. ‡ توقيع بيان بديل ضد حقوق المثليين.
'آسيا
- لبنان

أفريقيا
- بوروندي
- الكاميرون ‡
- تشاد ‡
- جزر القمر ‡
- مصر ‡
- غينيا ‡
- موريتانيا ‡
- المغرب ‡
- السنغال ‡
- تونس ‡
- توغو ‡

الأمريكتين
- دومينيكا †

### الدول الأعضاء التي يعتبر فيها النشاط الجنسي المثلي بين الرجال فقط جريمة[1]
أفريقيا
- موريشيوس †

الأمريكتين
- سانت لوسيا ‡